# Willi-Willi-Nationalpark
Der Willi-Willi-Nationalpark (engl. Willi Willi National Park) ist ein Nationalpark im Bundesstaat New South Wales von Australien. Er liegt etwa auf halber Strecke zwischen Sydney und Brisbane, rund 60 km von der Küste entfernt.

## Allgemeines
Die Unterschutzstellung des Nationalparkes erfolgte im April 1996. Die Fläche des Schutzgebietes umfasst ca. 29.870 Hektar.

## Natur
Das Gebiet befindet sich im Bereich des großen östlichen Geländeabbruchs von etwa 1200 m Höhe auf unter 300 m Höhe. Hier verläuft auch eine bedeutende Wasserscheide. Der Nationalpark schützt einen der besterhaltenen subtropischen Regenwälder Australiens, die in verschiedenen Erscheinungsformen anzutreffen sind. Außerdem sind subalpines Waldland, Heideflächen und Eukalyptuswälder anzutreffen.
Demzufolge ist der Nationalpark auch Lebensraum zahlreicher Tier- und Pflanzenarten. Hier sind die bedrohte Mäuseart Pseudomys oralis (engl.: Hastings River Mouse), der Große Gleithörnchenbeutler und der Riesenbeutelmarder zu nennen.

## Weitere Schutzgebiete und -kategorien
Unmittelbar an dieses Schutzgebiet grenzen der Oxley-Wild-Rivers-Nationalpark, der Werrikimbe-Nationalpark und der Kumbatine-Nationalpark an. Bereits 1987 wurden Teile des Gebietes als Teil der Gondwana-Regenwälder Australiens UNESCO-Weltkulturerbe.

## Tourismus
Der Bereich, in dem die hauptsächlichen touristischen Aktivitäten stattfinden, liegt im Süden des Gebietes in der Umgebung des Flusslaufes des Wilson. Hier gibt es Picknick- und Grillplätze sowie Toiletten in einem Bereich, den schon um 1890 Holzfäller als Rastplatz nutzten. Von hier aus kann man auf angelegten Wanderwegen die Natur erkunden.